# Pince
Pince este o localitate din comuna Lendava, Slovenia, cu o populație de 205 locuitori.